# L'Île-Bouchard
 L'Île-Bouchard  es una población y comuna francesa, situada en la región de  Centro, departamento de Indre y Loira, en el distrito de Chinon y cantón de Île-Bouchard. Del 8 al 14 de diciembre de 1947, L'Île-Bouchard fue escenario de varias apariciones marianas. Cuatro niñas de 7 a 12 años informaron haber visto a la Virgen María y al arcángel Gabriel. El sitio fue declarado sitio peregrinación oficial de la diócesis de Tours el 8 de diciembre de 2001 por el arzobispo André Vingt-Trois.

## Demografía
| 1397 | 1645 | 1762 | 1796 | 1800 | 1764 |
| Para los censos de 1962 a 1999 la población legal corresponde a la población sin duplicidades (Fuente: INSEE [Consultar]) |      |      |      |      |      |